# Chunchi
Chunchi – miasto w Ekwadorze, w prowincji Chimborazo, siedziba kontonu Chunchi.